# Newton Buerger
Newton Weber Buerger (Detroit, 1907 – 1988) è stato un fisico statunitense.
Docente di mineralogia alla scuola superiore della US Navy dal 1949, si è occupato di cristallografia; in questo ambito ha inventato la camera a precessione di Buerger, che corregge le distorsioni del reticolo reciproco.